# Tatsuya Suzuki (Fußballspieler, 1993)
Tatsuya Suzuki (japanisch 鈴木 達也 Suzuki Tatsuya; * 8. Juli 1993 in der Präfektur Saitama) ist ein ehemaliger japanischer Fußballspieler.

## Karriere
Suzuki erlernte das Fußballspielen in der Jugendmannschaft von Kashiwa Reysol und der Universitätsmannschaft der Meiji-Universität. Seinen ersten Vertrag unterschrieb er 2016 bei Grulla Morioka (heute: Iwate Grulla Morioka). Der Verein spielte in der dritthöchsten Liga des Landes, der J3 League. Für den Verein absolvierte er 82 Ligaspiele. Ende 2019 beendete er seine Karriere als Fußballspieler.